# Gros Islet

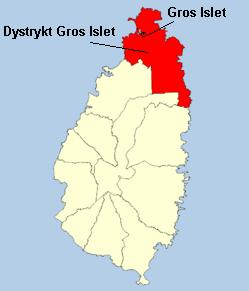
Położenie gros Islet w dystrykcie

Gros Islet, miasto w Saint Lucia. Miasto jest stolicą dystryktu Gros Islet.